# Luchsstein (Ostharz)
Der Luchsstein im Harz ist ein historischer Gedenkstein nahe der Sonnenklippen unterhalb vom Brocken im sachsen-anhaltischen Landkreis Harz. Er erinnert an den letzten am Brocken erlegten Luchs mit der Inschrift: Hier schoß der Forstkontrolleur Kallmeyer den letzten Luchs am 24. März 1817.
Lange Zeit galt dieser Luchs als der letzte seiner Art im Harz, obwohl erst ein Jahr später im Westharz der letzte Luchs geschossen wurde, an welchen der dortige Luchsstein erinnert. Das Tier wurde von A. Berger in Braunschweig im Auftrag des Grafen Henrich zu Stolberg-Wernigerode präpariert und im gräflich-stolbergischen Naturalienkabinett in der Orangerie in Wernigerode ausgestellt. Heute befindet er sich im Harzmuseum Wernigerode.
Bereits ein Jahrhundert zuvor wurde im Unterharz der letzte freilebende Braunbär ausgerottet. Daran erinnert das Bärendenkmal in der Nähe vom Bremer Teich im anhaltischen Harz.
An den letzten freilebenden Wolf, der von Graf Ferdinand zu Stolberg-Wernigerode erlegt wurde, erinnert hingegen der Ferdinandsstein in der Nähe der Plessenburg bei Ilsenburg (Harz).
Erst 1999 wurden durch den Nationalpark Harz wieder Luchse im Westharz ausgewildert. Diese Luchse haben sich seitdem gut vermehrt und verbreiten sich im norddeutschen Raum. An die Wiederansiedlung erinnert das Luchs-Denkmal östlich von Torfhaus.